# Huamo

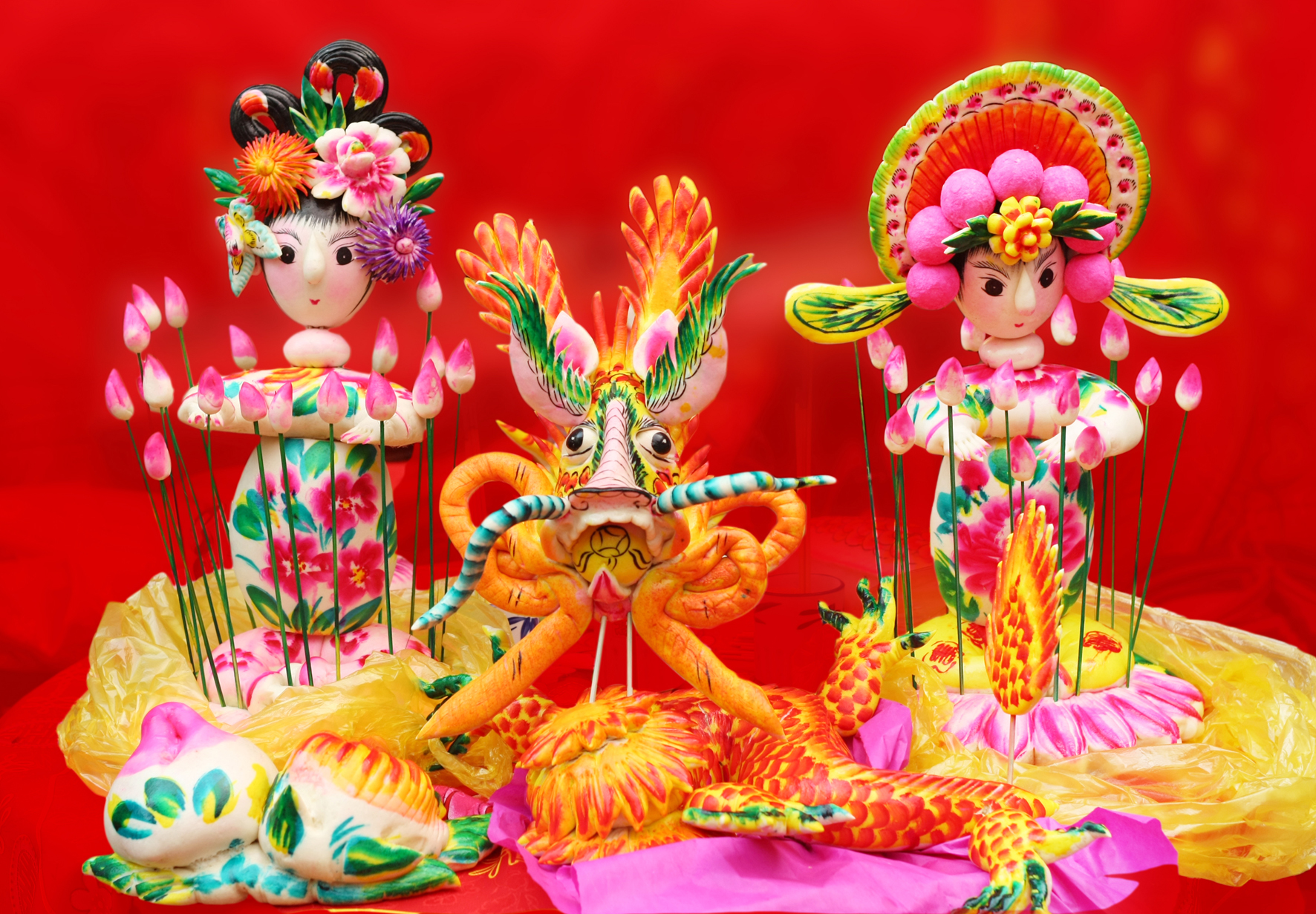
Huamo nupcial, representando al novio y a la novia

El huamo (en chino simplificado: 花馍; tradicional: 花饃; pinyin: huāmó) es el arte popular chino de ornamentar el mantou, que es un bollito o panecillo cocido al vapor y alimento básico en China. La decoración puede o no hacerse con ingredientes comestibles. De hecho, huamo quiere decir literalmente, 'flor' (花 huā) 'de masa' (馍 mó).
Son tradicionales de la región de Shanxi, donde se preparan para eventos especiales como el Año Nuevo chino, festivales locales o bodas, y se sirven como postre de un banquete. También tienen una función ritual para rendir homenaje a los ancestros. El condado de Wenxi en Shanxi es particularmente conocido por esta tradición.
Para prepararlo, a la masa se le da una forma particular, generalmente de animal, como gato, paloma, murciélago o hundun, aunque pierden bastante la forma tras ser cocidos al vapor.